# بيتر ر. غوس
بيتر ر. غوس (بالإنجليزية: Angus R. Goss)‏ هو عسكري أمريكي، ولد في 8 يناير 1910 في تامبا في الولايات المتحدة، وتوفي في 20 يوليو 1943 في New Georgia ‏ في جزر سليمان.